# K2 (deutsche Band)
K2 ist ein bayerisches Dance-Duo, das Mitte der 1990er Jahre mit dem Titel Der Berg ruft seinen größten Charterfolg hatte.

## Band-Geschichte
Das Projekt wurde vom Produzenten Klaus Munzert gegründet und bestand aus Sängerin Nina Poethen (* 1971) und Rapper Martin Pelz (* 1975). Bei Live-Auftritten und in Musikvideos wurden sie von den Tänzern Nicola Prager, Jeanette Klein, Gabriele Niemann und Daniel Aminati unterstützt.
K2 kombinierte Eurodance und kommerzielle Folklore in bewusst albern-humoristischer Weise. Ihre erste Single Der Berg ruft, die 1994 veröffentlicht wurde, enthielt Original-Samples von Karl Valentin und Gerhard Polt, die Melodie des Refrains stammte vom Titel I Was Made for Lovin’ You der Rockband KISS. Zudem wurden die Melodie vom Zillertaler Hochzeitsmarsch und Elemente des österreichischen Hörspiels Der Watzmann ruft verwendet. Der Berg ruft erreichte Platz 3 in den deutschen Charts und erhielt eine Gold-Auszeichnung. Alle danach erfolgten Veröffentlichungen konnten nicht an diesen Erfolg anknüpfen. Zwar gelang mit Die Nachtigall singt noch eine Notierung in den Top 20, das nach dem Top-Hit benannte Album Der Berg ruft verkaufte sich allerdings nur noch mäßig und die nächste Single Großer Bär floppte. Auch spätere Veröffentlichungen konnten sich nicht mehr in den Charts platzieren.
K2 war auch Produzent vom Otti-Rave (Drunt im Tal) von Otto Waalkes.

## Diskografie

### Alben
- 1994: Der Berg ruft

### Singles
- 1994: Der Berg ruft
- 1994: Die Nachtigall singt/Show me your Love
- 1995: Großer Bär
- 1995: Lederhosn
- 1996: Everybody
- 1997: High in the Mountain is the Paradise
- 2000: Horny Matterhorny
- 2000: Der Berg ruft 2000
- 2004: Der Berg ruft 2004
- 2006: Watzmann
- 2016: Matterhorny
- 2019: I Wanna Yodel All Night